# Templo da Fusteria
O Templo da Fusteria (ou Templo da Fosteria? ) - Temple de la Fusterie em francês,  em Genebra, Suíça - foi especialmente erigido para o culto Calvinista em sequência do número de refugiados que chegaram a Genebra depois do Édito de Nantes em 1685. Inaugurado em 1715 chama-se nessa altura Templo Novo antes de tomar o nome da praça onde se encontra edificado.
De estilo barroco tem a forma rectangular e no frontão as armas da República de Genebra. O seu interior, pintado de branco e muito iluminado, é de uma sobriedade tipicamente  "calvinistas" razão porque a única decoração interior é a de um relógio em frente ao púlpito. Essa mesma pureza está na base das suas qualidades acústicas, razão porque é um local muito procurado para recitais de música.
O projecto foi confiado a Jean Vennes um arquitecto francês refugiado em Genebra, a quem se deve também o actual Palácio da Justiça (chamado Hospital Geral até 1857), e que se inspirou no Templo de Charenton em Paris.